# Catedral de Santa Maria (Cimiez)
La desapareguda catedral de Santa Maria o simplement catedral de Cimiez (en francès: Cathédrale Sainte-Marie de Cimiez, Cathédrale Notre-Dame du Château) era una església catòlica, de la qual hui només queden ruïnes, erigida en la part sud de Niça, Occitània, a l'estat francés. S'erigí al pujol del castell de Niça, amb vista a la ciutat. La seu episcopal fou transferida a l'actual catedral al 1590. Després de sofrir danys en el setge de Niça del 1691, l'antiga seu fou derruïda el 1706.

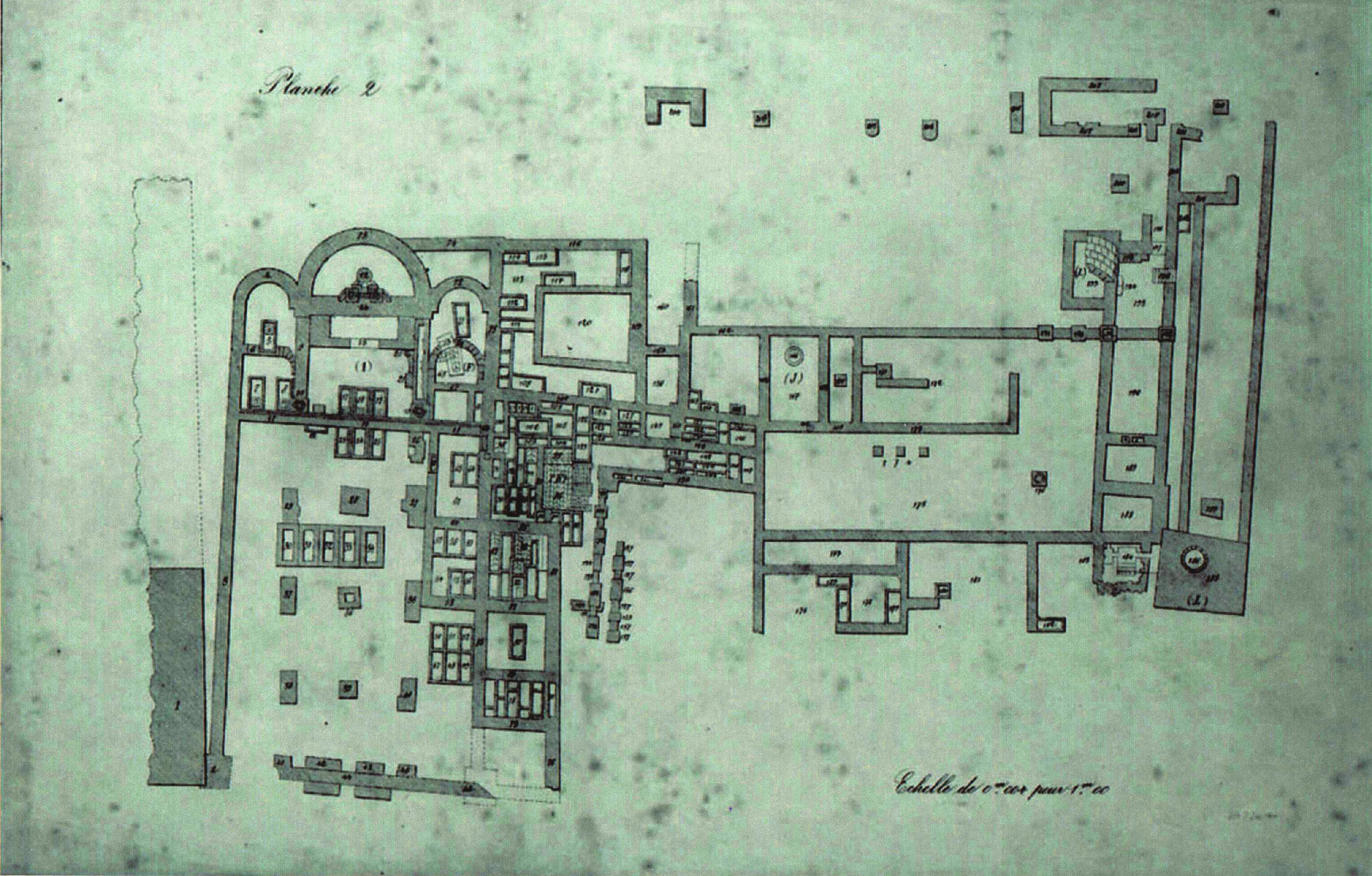
Plànol de la catedral

La seu de Cimiez fou inicialment la seu episcopal de la diòcesi de Cimiez, establerta al port romà de Cemenelum, precursor de la moderna Cimiez, i s'uní a la diòcesi al 465: després d'això la seua catedral esdevingué seu dels bisbes niçards.
La primera catedral al turó del castell es construí en estil preromànic a la fi del s. X. L'altar major se'n consagrà al 1049. L'edifici tenia tres naus, però sense transsepte, i un cor amb tres absis.
Aquesta església necessitava reparacions cap al s. XIII, quan es reconstruí amb la mateixa planta, però ampliada cap a l'est. Altres obres se'n feren al s. XV, incloent l'addició de més capelles, com confirma una butla del papa Martí V de 1429.
Les funcions del bisbe es transferiren gradualment a l'església, més tard catedral, de Santa Reparata a principis del XVI. La transferència formal de la seu episcopal a Santa Reparata, amb la consegüent elevació a l'estatus de catedral, es confirmà al 1590.
La seu anterior fou severament danyada durant el setge de Niça per Nicolas Catinat el 1691, i la derruïren totalment el 1706.